# Reichenbach (Gemeinde Litschau)
Reichenbach ist eine Ortschaft und eine Katastralgemeinde der Gemeinde Litschau im Bezirk Gmünd in Niederösterreich mit 37 Einwohnern (Stand 1. Jänner 2025).

## Geografie
Das Dorf liegt südlich von Litschau am linksseitigen Taleinschnitt zum Reißbach hin in Haufenlage und ist über die Landesstraße L62 erreichbar. Am 1. April 2020 umfasste die Ortschaft 20 Adressen.

## Geschichte
Die gut bestifteten Bauern betrieben Ackerbau und Viehzucht, laut Schweickhardt waren jedoch die Böden von mittelmäßiger Güte, sodass die Verwebung von Flachs eine weitere Einkommensquelle darstellte. Im Jahr 1822 wurde der Ort als Dorf mit 17 Häusern genannt, das nach Litschau eingepfarrt war, wohin auch die Kinder eingeschult wurden. Die Herrschaft Heidenreichstein besaß die Ortsobrigkeit, übte die Landgerichtsbarkeit aus, besorgte die Konskription und hatte die Grundherrschaft inne.
Laut Adressbuch von Österreich waren im Jahr 1938 in der Ortsgemeinde Reichenbach ein Gastwirt, eine Gemischtwarenhandlung, eine Schneiderin und mehrere Landwirte ansässig. Im Zuge der Niederösterreichischen Kommunalstrukturverbesserung trat die damalige Ortsgemeinde Reichenbach per 1. Jänner 1969 der Stadtgemeinde Litschau bei.

## Siedlungsentwicklung
Zum Jahreswechsel 1979/1980 befanden sich in der Katastralgemeinde Reichenbach insgesamt 20 Bauflächen mit 12.073 m² und 19 Gärten auf 8.481 m², 1989/1990 waren es 29 Bauflächen. 1999/2000 war die Zahl der Bauflächen auf 79 angewachsen und 2009/2010 bestanden 34 Gebäude auf 64 Bauflächen.

## Landwirtschaft
Die Katastralgemeinde ist land- und forstwirtschaftlich geprägt. 129 Hektar wurden zum Jahreswechsel 1979/1980 landwirtschaftlich genutzt und 127 Hektar waren forstwirtschaftlich geführte Waldflächen. 1999/2000 wurde auf 119 Hektar Landwirtschaft betrieben und 132 Hektar waren als forstwirtschaftlich genutzte Flächen ausgewiesen. Ende 2018 waren 114 Hektar als landwirtschaftliche Flächen genutzt und Forstwirtschaft wurde auf 134 Hektar betrieben. Die durchschnittliche Bodenklimazahl von Reichenbach beträgt 23,3 (Stand 2010).